# Alpargatas S/A
Alpargatas é uma empresa global dos ramos calçadista e têxtil sediada no Brasil, fundada em 3 de abril de 1907. É dona da marca Havaianas, conhecida por seus icônicos chinelos. Também tem 49,2% da Rothy's, marca norte-americana de calçados sustentáveis.
Sua cadeia de suprimentos é vertical, com quatro unidades fabris no Brasil.
Conta com mais de dez mil empregados.

## História

### 1900 a 1950: primeira metade do século XX
Foi fundada em 1907, com o nome original de Fábrica Brasileira de Alpargatas e Calçados, pelo escocês Robert Fraser, oriundo da Argentina, em associação com uma indústria inglesa. Robert havia criado fábricas de alpargatas na Argentina e no Uruguai.
Iniciou suas produções no distrito da Mooca, em São Paulo. Já em 1909, a empresa - com o nome de São Paulo Alpargatas Company S/A - encontrou o sucesso na venda de seus produtos graças à utilização das sandálias e lonas na produção cafeeira.
Na década de 1930, o controle acionário da São Paulo Alpargatas foi transferido para a empresa argentina. 

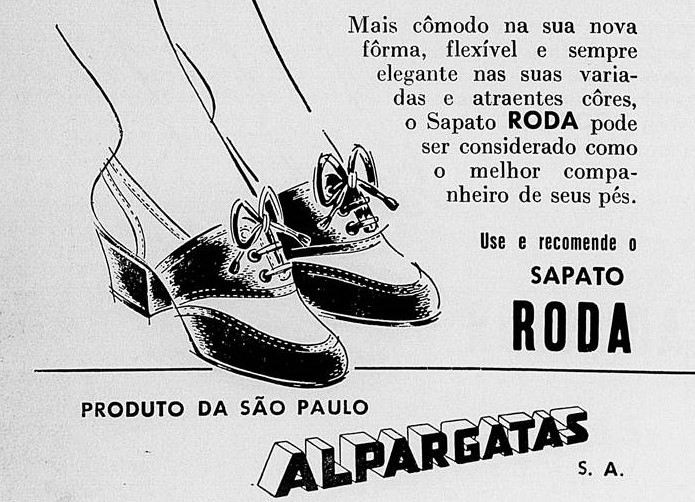
1946: Propaganda antiga dos Sapatos Roda, produzidos pela São Paulo Alpargatas.

### 1950 até os dias atuais
No entanto, em 1982, após um gradativo processo de nacionalização do capital, iniciado em 1948, a São Paulo Alpargatas deixou de ter participação argentina e passou para ao controle do Grupo Camargo Corrêa (atual Mover Participações), seu maior acionista.
Superando inúmeras dificuldades ao longo dos cem anos, a companhia tornou-se uma das maiores indústrias calçadistas do Brasil.
Em outubro de 1999, adquiriu mais de 3% da Alpargatas Argentina, sua antiga controladora, passando a ser a maior calçadista da América do Sul. Em abril de 2013 comprou a totalidade das ações da subsidiária argentina.

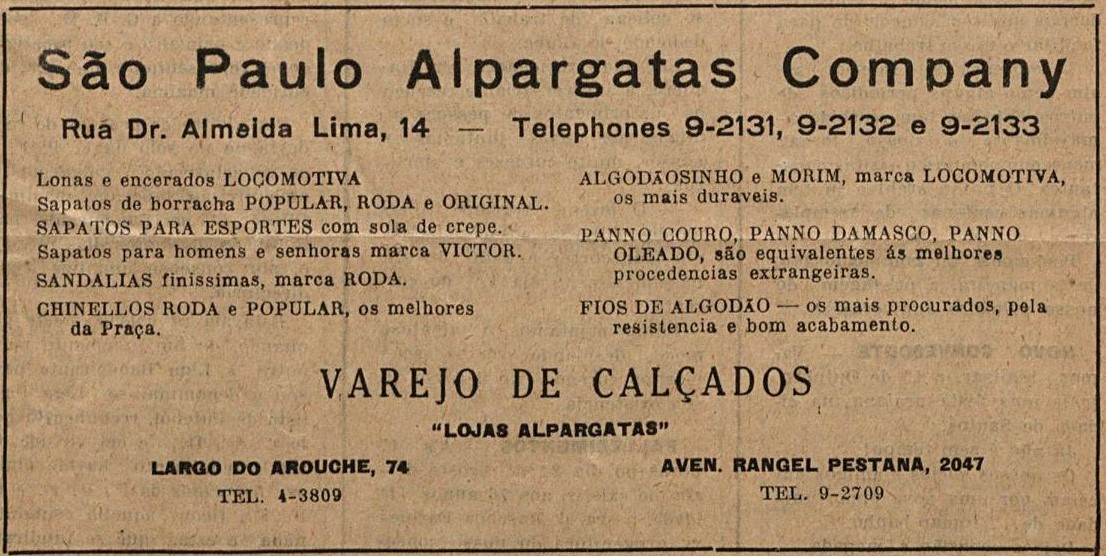
1935: Propaganda dos calçados e tecidos fabricados pela São Paulo Alpargatas Company

Em 2012, a Alpargatas mudou sua logomarca. A modernização do logotipo atendeu à estratégia de crescimento da companhia.
Em 2015, a Alpargatas vendeu as marcas Topper e Rainha para grupo liderado por Carlos Wizard Martins, por 48,7 milhões de reais.
No mês de novembro do mesmo ano, o grupo Camargo Correa vendeu a empresa ao conglomerado J&F Investimentos, dona da companhia de alimentos JBS, por 2,67 bilhões de reais.
Em 12 de julho de 2017, as empresas Cambuhy Investimentos e Brasil Warrant (ambas de propriedade da família Moreira Salles) e a holding Itaúsa fecharam a compra da Alpargatas por 3,5 bilhões de reais. A aquisição foi aprovada pelo Conselho Administrativo de Defesa Econômica, ainda em 2017.

## Principais produtos e marcas
Além das lonas e sandálias, muitas das marcas lançadas ou adquiridas pela Alpargatas tornaram-se bastante populares no Brasil e até mesmo fora dele. As principais são:
- Havaianas, uma das maiores marcas brasileiras de chinelos de borracha, desde 1962;
- Rothy's, marca norte-americana de calçados sustentáveis presente apenas nos Estados Unidos.